# 1. FC Posen
1. FC Posen nebo pozdějším názvem LSV Posen (celým názvem: 1. Fußballclub Posen) byl německý vojenský sportovní klub, který sídlil ve městě Posen. Klub patřil pod letecké jednotky Luftwaffe. Založen byl v roce 1940 po anexi polského města Poznań. Svůj poslední název obdržel v říjnu téhož roku. Zanikl v roce 1945 po postupném ústupu německých vojsk z území města.
Největším úspěchem klubu byla jednoroční účast Gaulize Wartheland, jedné ze skupin tehdejší nejvyšší fotbalové soutěže na území Německa. V sezóně 1940/41 se stal jejím prvním vítězem.

## Historické názvy
Zdroj: 
- 1940 – 1. FC Posen (1. Fußballclub Posen)
- 1940 – LSV Posen (Luftwaffen-Sportverein Posen)
- 1945 – zánik

## Získané trofeje
- Gauliga Wartheland ( 1× )
  - 1940/41

## Umístění v jednotlivých sezonách
Stručný přehled
Zdroj: 
- 1940–1941: Gauliga Wartheland

Jednotlivé ročníky
Zdroj: 
Legenda: Z – zápasy, V – výhry, R – remízy, P – porážky, VG – vstřelené góly, OG – obdržené góly, +/- – rozdíl skóre, B – body, červené podbarvení – sestup, zelené podbarvení – postup, fialové podbarvení – reorganizace, změna skupiny či soutěže
| Velkoněmecká říše (1940 – 1941) |                    |        |                                                    |                                                    |                                                    |                                                    |                                                    |                                                    |                                                    |                                                    |                                                    |
| Sezóny                          | Liga               | Úroveň | Z                                                  | V                                                  | R                                                  | P                                                  | VG                                                 | OG                                                 | +/-                                                | B                                                  | Pozice                                             |
| 1940/41                         | Gauliga Wartheland | 1      | Finále (výhra 4:3 po prodl. nad TSG Litzmannstadt) | Finále (výhra 4:3 po prodl. nad TSG Litzmannstadt) | Finále (výhra 4:3 po prodl. nad TSG Litzmannstadt) | Finále (výhra 4:3 po prodl. nad TSG Litzmannstadt) | Finále (výhra 4:3 po prodl. nad TSG Litzmannstadt) | Finále (výhra 4:3 po prodl. nad TSG Litzmannstadt) | Finále (výhra 4:3 po prodl. nad TSG Litzmannstadt) | Finále (výhra 4:3 po prodl. nad TSG Litzmannstadt) | Finále (výhra 4:3 po prodl. nad TSG Litzmannstadt) |